# Amy Sanderson

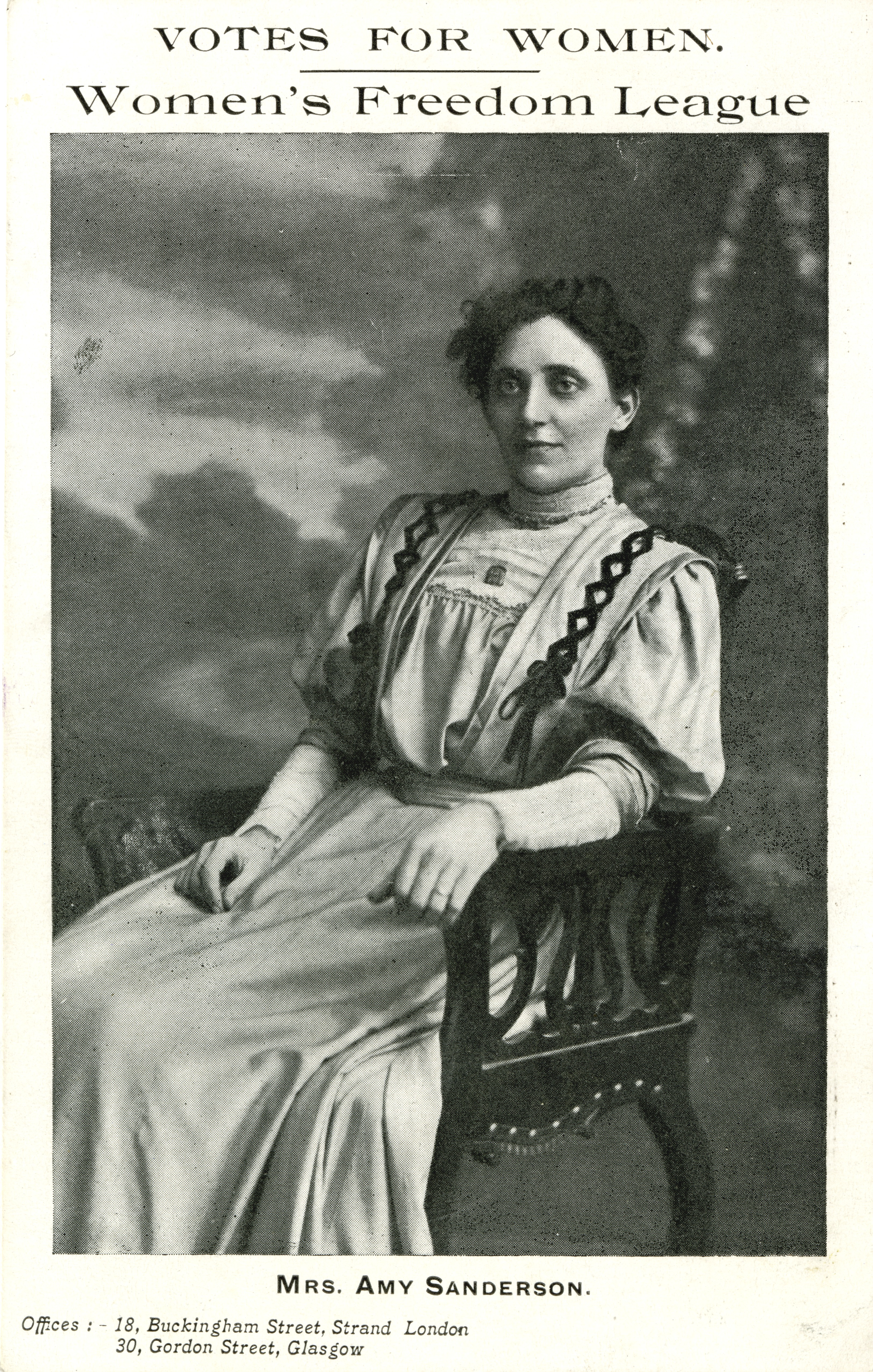
Amy Sanderson, vor 1910; sie trägt auf dem Bild ihre „Holloway Prison-Brosche“

Amy Sanderson, geborene Reid (* 1876 Bellshill, North Lanarkshire; † 1931 in Dunoon, Argyll and Bute), war eine schottisch-britische Suffragette. Sie war Mitglied des nationalen Exekutivausschusses der Women’s Freedom League. Sie war die Hauptrednerin auf der Kundgebung im Hyde Park 1912, nachdem sie von Edinburgh nach London marschiert war, und war zusammen mit Charlotte Despard und Teresa Billington-Greig britische Delegierte auf den internationalen Frauenkongressen 1908 und 1923.

## Leben
Sanderson wurde als Tochter von James Reid (* 1838), eines Spirituosenhändlers (oder Hoteliers) aus dem Perthshire, und Janet Reid, geborene Kerr, (* 1838), aus Glasgow geboren. Ihr Großvater war Chartist und bei der Volkszählung von 1881 wohnten die Reids in Dalziel, Lanarkshire. Sanderson war eines von sechs Geschwistern, von denen vier älter waren als sie, Mary (* 1860), Elizabeth (* 1862), Andrew (* 1864), Bertha (* 1876), und ein jüngerer Bruder, James (* 1876).
Am 10. August 1901 heiratete sie in der Trinity Congregational Church in Glasgow den Drahtziehergesellen James Sanderson.
Sanderson trat 1906 der Women’s Social and Political Union (WSPU) bei und wurde 1907 erstmalig bei einer militanten Protestaktion im Rahmen des sogenannten Frauenparlaments vor dem Unterhaus verhaftet. Sie begann, auf Veranstaltungen in Schottland im Namen der WPSU zu sprechen.
1907 führte ein Streit zwischen den Mitgliedern Women’s Social and Political Union (WSPU) und den Pankhursts über deren Führungsanspruch zu einer Spaltung der WSPU, woraufhin die demokratischere Women’s Freedom League (WFL) gegründet wurde. Im Oktober 1907 trat Sanderson der Women’s Freedom League (WLF) bei und war drei Jahre lang Mitglied des nationalen Exekutivausschusses. Sie schrieb, dass die meisten schottischen Zweigstellen der WSPU der WFL beitraten. Sanderson wurde vom Hauptquartier gebeten, dringend nach Aberdeen zu reisen und dort mit der örtliche Organisatorin Caroline Phillips, aufgrund von Meinungsverschiedenheiten über die Taktik zu vermitteln. Die WFL-Führerin Theresa Billington-Greig sah sie als gute Organisatorin für Neugründungen örtlicher Zweige.
Im Februar 1908 wurde Sanderson ein zweites Mal verhaftet und für einen Monat im Londoner Holloway Prison inhaftiert, zusammen mit anderen Mitgliedern einer Suffragetten-Gruppe, die Premierminister H. H. Asquith in seinem Haus am Cavendish Square belästigt hatten. Danach wurde ihr die von Sylvia Pankhurst entworfene, sogenannte Holloway Prison-Brosche verliehen, weil sie für die Sache des Frauenwahlrechts inhaftiert worden war.
1908 ging sie nach Dunfermline, wo sie zusammen mit Anna Munro, einer Mrs. Donaldson und einer Mrs. Duguid vor einem Publikum sprach, das, wie es hieß, „äußerst wohlwollend und aufmerksam war und die militante Taktik voll und ganz billigte“. Sanderson sprach auch in Kilmarnock und in den Prince of Wales Halls, einem großen Veranstaltungsort in Glasgow, wo sie von Agnes Husband aus Dundee vorgestellt wurde. Sanderson (und auch Anna Munro) berichteten von ihren Erfahrungen im Gefängnis und betonten insbesondere die Notwendigkeit einer Gefängnisreform, für die Frauen stimmen sollten (sobald sie das Wahlrecht erlangt hätten). Sie trug auch einen Teil eines Liedes vor, das die Frauen im Gefängnis gesungen hatten: The tall trees in the greenwood, The meadows where we play, The rushes by the water, We gather every day, In Holloway!
Sanderson berichtete, dass es trotz der Zwischenrufe von Fischern und Bemerkungen von Straßenbauarbeitern wegen des glücklichen Lächelns und Winkens einiger Leute sehr angenehm gewesen wäre, als Munro und sie mit Fahrrädern und mit Plakaten („Votes for Women“, „Keep the Liberals Out“ oder „Taxation without Representation is Tyranny“): „Was für eine gesegnete Abwechslung zum Holloway-Gefängnis“. Natürlich wurde die Wahl nicht gewonnen, aber auf einer späteren großen Versammlung, auf der ein WFU-Zweig in Perth gegründet wurde, sprach Sanderson über den Verlust der Wahl in Kincardine, dass er auf eine konservative Einstellung der liberalen Wähler zurückzuführen sei, und darüber, dass sie enttäuscht war, dass die dortige Women’s Unionist Association das Frauenwahlrecht nicht als Wahlkampfthema gefördert hätte. In einem Interview nach der Veranstaltung sagte sie, dass viele weitere Frauen die Bewegung unterstützen, dass aber die militante Taktik erst einmal zurückgestellt würde, „wenn die verantwortlichen Mitglieder der Regierung“ einen positiven Schritt zur Gleichberechtigung der Frauen unternähmen, ohne den „wir mit noch größerem Nachdruck als bisher vorgehen werden“.
Im Juni 1908 nahm Sanderson zusammen mit Teresa Billington-Greig und Charlotte Despard als Delegierte an der 4. Konferenz der International Suffrage Alliance in Amsterdam teil, wo sie über die negative Haltung der britischen Regierung und der Frauen aus der Mittelschicht sprach, was dazu führte, dass die Alliance beschloss, ihr nächstes Treffen in London abzuhalten.
Im Laufe des Jahres 1909 organisierte Sanderson die Zweigstellen in Yorkshire und Durham und trat auf Tourneen als Rednerin auf, wobei anstehende öffentliche Veranstaltungen weithin bekannt gemacht und in der Lokalpresse kommentiert wurden.
In Sheffield sagte ein männlicher Zuhörer, die Suffragetten sähen „wie Frauen mit einem Ziel aus“ und in Pontefract schrieb die Lokalpresse, dass es „flippant elements“ im Publikum gegeben hätte, Sanderson aber „die Aufmerksamkeit des intelligenten Teils des Publikums die ganze Zeit über aufrechterhalten habe“. Sie hatte eine erfolgreiche dreitägige Vortragsreise durch Manchester, wo berichtet wurde, dass „Mrs. Sandersons Beredsamkeit alle Zuhörer mitriss und die Versammlung [ihr] in jedem Fall fast einstimmig zustimmte“. Sandersons Schottland-Tournee führte sie auch nach Forfar, wo sie eine Zeit lang gelebt hatte, wo sie zwar den Mangel an angemessener Unterstützung für ihre Kampagnenarbeit beklagte, aber auch Zurufe von Ca awa, wifie, yer daein fine! („Alle Achtung, Frau, Du bist fein!“) notierte.
In Stonehaven, wohin sie zusammen mit Anna Munro ging, diagnostizierte sie eine „Brutstätte des Liberalismus“. Bei einer Versammlung unter freiem Himmel in Hartlepool erhielt sie 90 Minuten lang die Aufmerksamkeit der Menge auf sich, während sie die Argumente für das Frauenwahlrecht und für gleichen Lohn für gleiche Arbeit erläuterte. Sie sagte, dass Fabrikarbeiterinnen und Lehrerinnen für die gleiche oder bessere Arbeit schlechter bezahlt würden als Männer. Sanderson setzte sich auch mit der populären Diffamierung, Suffragetten seien allesamt „alte Jungfern“ auseinander: Sie wären meistens verheiratete Frauen, die die „besten Ehemänner der Welt“ hätten, denn sonst könnten sie keine Suffragetten sein. „A woman who was used as a doormat or a slave could not be a suffragette, because she was afraid to call her soul her own.“
Auch 1910 machte sie eine umfangreiche Vortragstour, unter anderem nach Sunderland, nach South Shields, sowie Reden in Harrow, Eccles und bei einer Massenkundgebung auf dem Trafalgar Square am 3. April 1910. Im 18. Juni 2010 waren zehn schottische Zweige der WFL in der Demonstration From Prison to Citizenship, auch Great Procession genannt, mit mehr als 10.000 Frauen, 700 Bannern und 40 Musikkapellen zum Hyde Park vertreten; Sanderson war in einer Gruppe mit den 617 „Gefangenen“ oder „Märtyrerinnen“. Auf dem schottischen Banner stand: „What's guid for John is guid for Janet“.
Später im selben Jahr kritisierte Sanderson in The Vote die Labour Party vor den nächsten Wahlen scharf, weil sie „eine merkwürdige Mischung aus ernsthaftem Engagement, lauwarmer Unterstützung, Gleichgültigkeit und Feindseligkeit“ an den Tag lege. Unter Bezugnahme auf die Verpflichtung der Partei gegenüber den Frauen der Arbeiterklasse schrieb Sanderson:

„Surely the women who have fought so determinedly during the last four years, who have been reviled and abused, imprisoned and tortured for asking simple justice, have a claim on a party that champions sweated workers, 82 per cent of whom are women.“

„Die Frauen, die in den letzten vier Jahren so entschlossen gekämpft haben, die beschimpft und missbraucht, inhaftiert und gefoltert wurden, weil sie einfach nur Gerechtigkeit forderten, haben sicherlich einen Anspruch auf eine Partei, die sich für geschundene Arbeiter einsetzt, von denen 82 % Frauen sind“

Der Bericht über die WFL-Konferenz von 1910 verweist auf das aktive Engagement der Vertreterinnen der Provinzen und Schottlands; Sanderson ist mit dem nationalen Exekutivausschuss und der WFL-Präsidentin Charlotte Despard in der Caxton Hall abgebildet. Sandersons Rede auf der Konferenz ging über das Frauenwahlrecht hinaus, indem sie über Arbeitsmöglichkeiten sprach und von der Polizei in Indiana, berichtete, die weibliche Streifenbeamte hätte, ein Punkt, der vom Vorsitzenden, Archdeacon Escreet, unterstützt wurde.
Nach einer Pause wegen einer Krankheit kehrte Sanderson im März 1912 in die Öffentlichkeit zurück und sprach auf der WFL-Konferenz, die den Frauenorganisationen in Washington und Kalifornien Glückwünsche zu den im Vorjahr erreichten Frauenwahlrechten übermittelte.
Im Oktober 1912 sprach sie im Rahmen des von Florence Gertrude de Fonblanque und Agnes Henderson Brown organisierten Marsch von Edinburgh nach London zu der durch York ziehenden Gruppe. Am Ende des Marsches schloss sich Sanderson den Frauengruppen aus dem ganzen Land an, die sich zu Tausenden im Hyde Park versammelten, wo sie eine der Hauptrednerinnen bei der Massenkundgebung war.
Bei Ausbruch des Ersten Weltkriegs wurden Suffragetten mit offenen Haftstrafen, darunter auch Sanderson, von der britischen Regierung begnadigt, wenn sie im Gegenzug ihre Militanz einstellten.
Ein Jahrzehnt nach der Gründung der WFL blickte die Organisation 1917 auf ihre schwierigen Anfänge als Abspaltung von der WSPU zurück und dankte ihrem ersten Exekutivkomitee.
Im Mai 1923 nahm Sanderson erneut als Delegierte am Kongress der International Suffrage Alliance teil, diesmal in Rom, Italien, wo Frauen noch kein Wahlrecht hatten. Der Kongress wurde von Mussolini eröffnet, der, wie sie berichtete, von der Tragweite der internationalen Veranstaltung und der Frauenprozession so beeindruckt war, dass er „versprach, wenn er nächstes Jahr an der Macht sei, den Frauen Italiens das Kommunalwahlrecht zu geben“.
Amy Sanderson starb 1931.
In der Sammlung des Museum of London befindet sich eine Polizeiaufnahme von Sanderson, die während eines ihrer Gefängnisaufenthalte von ihr gemacht wurde.